# Kumpu (ö i Ule träsk)
Kumpu är en ö i Finland. Den ligger i sjön Ule träsk och i kommunen Vaala i den ekonomiska regionen  Oulunkaari  och landskapet Norra Österbotten, i den centrala delen av landet, 500 km norr om huvudstaden Helsingfors. Öns area är 13,2 hektar och dess största längd är 0,5 kilometer i sydöst-nordvästlig riktning.